# 気分上昇ワイド ナルミッツ!!!
気分上昇ワイド ナルミッツ!!!（きぶんじょうしょうワイド ナルミッツ）は、2016年3月28日からHBCラジオで放送されているラジオ番組。

## 概要
6年半に渡り放送された山ちゃん美香の朝ドキッ!に変わるワイド番組。HBC本社ラジオ第2スタジオから生放送。
キャッチフレーズは「楽しくなる×ためになる→元気になる」であり、3つの「なる」をお届けする番組を標榜する。
本番組のパーソナリティはスポーツ実況や、土曜日の「水野よしまさ　サタデーフルサウンド」を担当していた水野善公と、HBCテレビの夕方ワイド番組今日ドキッ!を担当していた室谷香菜子、前番組でもパーソナリティを担当した田村美香である。
室谷にとって、ラジオのワイド番組を担当するのは、2011年2月まで担当していた朝刊さくらい以来5年ぶりである。
2018年3月28日をもって、室谷が産休に入るため、番組を降板。代わりに入る森にとっては、初めてのラジオ番組のレギュラー出演となる。

## 放送時間
- 月 - 金曜 9:00 - 12:00（JST）

## 出演者
現在
- 水野よしまさ（HBCアナウンサー、月 - 金）
- 森結有花（HBCアナウンサー、月・火、2018年4月2日[1] - ）
- 田村美香（水 - 金。2018年3月までは木・金[1]）
- すずらん（漫才コンビ、月曜・火曜、金曜の中継を担当）2024年9月30日 -
- 讃岐花笑（元ファイターズガール、水曜・木曜の中継を担当）2024年10月2日 -

過去
- 室谷香菜子（HBCアナウンサー、月 - 水[1]、2016年3月28日 - 2018年3月28日。産休のため、降板）
- 中田有香・僧都由佳・下坂真沙美・柳谷杏奈・高橋咲希（トピッカーキャスタードライバー。それぞれトピッカー卒業および2024年9月27日のトピッカー廃止をもって降板）

## 主なコーナー
※のコーナーは、前番組からの継続（改題含む）

### 9時台
日替わりコーナー
放送時間：9:20ごろ
- 月曜：「森ちゃんねる」 - 森が何かに挑戦（チャレンジ）する。通称「森チャレ」。挑戦の内容はHBCラジオのYouTube公式チャンネルで公開されている。
- 火曜：「DJナルタロウの邦楽メドレー」 - 番組スタッフ「ナルタロウ」（加藤丈晴チーフディレクター）が週替わりのテーマで選曲した邦楽メドレーを放送する。
- 木曜：「手塚流遠足のススメ」※ - 手塚越子（ライター・イラストレーター）が電話出演し、イベントや観光地などを紹介する。
- 金曜：「金曜みか劇場」 - 田村が支配人となり、映画や展覧会などを紹介する。

ネット検索話題のキーワードチェック
放送時間：9:35ごろ
ネット検索サイド「Yahoo!」のリアルタイム検索の協力で9時20分現在の話題をキーワードをベスト10方式で紹介し、そのキーワードを解説する。
スマイルさっぽろリターンズ（第2・4月曜）
鎌田強アナウンサーが担当する札幌市の広報番組。場合によっては秋元克広札幌市長も出演する。
今日は円山動物園（第3火曜）
円山動物園の広報コーナー。

放送時間：9:52ごろ
- 火曜：NO MUSIC NO RICE - アーティストによる北海道米と自身の新譜に関するメッセージを放送する。
- 木曜：北海道米アンバサダーリポート - 「ミス北海道米」から1名が出演し、活動報告などを行う。

### 10時台
ジョージア気分上昇リクエスト（月曜）
放送時間：10:07ごろ
ナルミッツ競馬コーナー（金曜）※開催週のみ
放送時間：10:10ごろ
週末に行われる中央競馬GIレースや北海道の各競馬場（札幌・函館）でレースが行われる時に行うコーナー。メインレースの勝馬を予想する（水野さんが欠席した場合は中止する場合あり）。
ちょっとニュースでナルミッツ!!!
放送時間：10:12ごろ
日本・世界の様々なニュースをピックアップするコーナー（通称：CNN）。月曜は「週末スポーツ情報」。
放送時間：10:20ごろ
- 月曜 - 木曜：毎日設定されたテーマに沿った日替わりコーナー。
- 金曜：河合竜二さんのコンサドーレ情報※ -元コンサドーレ札幌キャプテン、現在はコンサドーレ・リレーションズチーム・キャプテン（CRC)兼、株式会社まちのミライ代表取締役社長の河合竜二（2022年3月11日までは野々村芳和（北海道フットボールクラブ社長、同年3月からJリーグチェアマンに就任））が電話出演し、直近の試合を振り返るほか、チーム情報などを聞く。

教えてマイタウン
放送時間：10:42ごろ
毎週設定される市町村の情報を紹介。
月曜：クイズDo You Konw?…水野が森に市町村に関するクイズに答える。
火曜：@PLACE179…街のHotなニュースを紹介する。
水曜：アップデイト179…道内の1つの市町村をピックアップして、その最新情報や週末イベント情報を伝える。
2016年度までは企画ネット番組として、日本香堂のCMのみネットしていた。
番組開始から2023年3月までは「私のふるさとマイタウン」で、2023年4月から「教えてマイタウン」に変更し、月曜-水曜に短縮になった。
番組道内各放送局のローカル番組
放送時間：10:50

### 11時台
テレフォン人生相談
放送時間：11:05ごろ。
ニッポン放送からのネット番組。これまでは同じ時間に単独番組として放送されていた。
金子耕弐のファミリートーク
放送時間：11:25ごろ。
箱番組。ラジオ沖縄でも放送されている。かつては東北放送でも放送されていた。HBCで放送される前は、STVラジオで放送されていた。
今日の午後占い
放送時間：11:50ごろ。
札幌の占い鑑定＆スナックPATRAのパトラママによる12星座占いを紹介するコーナー。